# Лангстонський університет
35°56′41″ пн. ш. 97°15′41″ зх. д. / 35.944722222222° пн. ш. 97.261388888889° зх. д.
Університет Ленгстона (LU) є державним історичним чорношкірим університетом у Ленгстоні, штат Оклахома. Це єдиний історично темношкірий коледж у штаті та найзахідніший чотирирічний публічний темношкірий коледж у Сполучених Штатах. Головний кампус у Ленгстоні – це сільська місцевість за 10 миль (16 км) на схід від Гатрі. Університет також обслуговує міську місію з центрами в Талсі (у тому ж кампусі, що й заклад OSU-Талса) та Оклахома-Сіті. Університет є школою-членом Thurgood Marshall College Fund.